# Eŭropo – Demokratio – Esperanto
Az Eŭropo - Demokratio - Esperanto (EDE) (=Európa - Demokrácia - Eszperantó) egy politikai mozgalom, amely az eszperantó segítségével kívánja javítani a kommunikációt, a demokráciát és a többnyelvűséget Európában.

## Története
Francia tagozata, a Europe–Démocratie–Espéranto először vett részt az európai parlamenti választásokon 2004-ben, Franciaországban. A francia szervezet 2009-ben és 2014-ben szintén részt vett az Európai Parlament választáson. A német ág, az Europa-Demokratie-Esperanto-nak 2004-ben és 2014-ben sem sikerült összegyűjteni a németországi részvételhez szükséges 4000 támogatói aláírást. A német Europa-Demokratie-Esperantónak 2009-ben 5240 aláírást sikerült összegyűjteniük, így részt vettek az Európai Parlament választáson. A mozgalom többi országos ágai nem teljesítették a szükséges helyi, előre megírt feltételeket a szavazás lehetőségéhez.

## Céljai és programjai
A EDE szövetségének alapszabálya szerint a mozgalom fő gondolata: az Európai Unió rendelkezésére bocsátani a részvételi demokrácia megteremtéséhez szükséges eszközöket.
Az EDE-De alapszabálya előírja, hogy a mozgalom az eszperantó segítségével, az európai gondolkodást felgyorsítsa, legyen lehetőség a határokon túlnyúló politikai és társadalmi párbeszédre és aktívan járuljon hozzá a népek közötti békéhez és a megértéshez. 
A 2009-es Európai Parlament választáson az EDE két, francia és német, szekciója két külön program alapján vett részt. Az online fórumokon és az 1. EDE Nemzetközi Konferencián zajló élénk viták ellenére ezek a programok szinte egymástól függetlenül jöttek létre. Nemzeti nyelveken írták őket, és csak később fordították le eszperantóra.

## Szervezete
Az EDE Szövetségnek öt tagozata van:

### Eŭropo - Demokratio - Esperanto -- Szövetség
Az EDE tagozatokat fogja össze un. nemzetközi ernyőszervezetként, 2003. október 21.-én alakult Strasbourgban.

### Francia tagozat
EDE-Fr - 2003-ban alakult.

### Német tagozat
EDE-De - 2004-ben alapították, de 2008-ban újraalapították.

### Lengyel tagozat
EDE - Pl - egyesületként alakult 2011. március 20-án, jogilag 2011. szeptember 19-én került bejegyzésre EDE-Pl néven.

### Magyar tagozat
EDE - Hu -- Mert nincs európai demokrácia nyelvi demokrácia nélkül. - társadalmi szervezetként alakult 2009-ben.

## Képriport

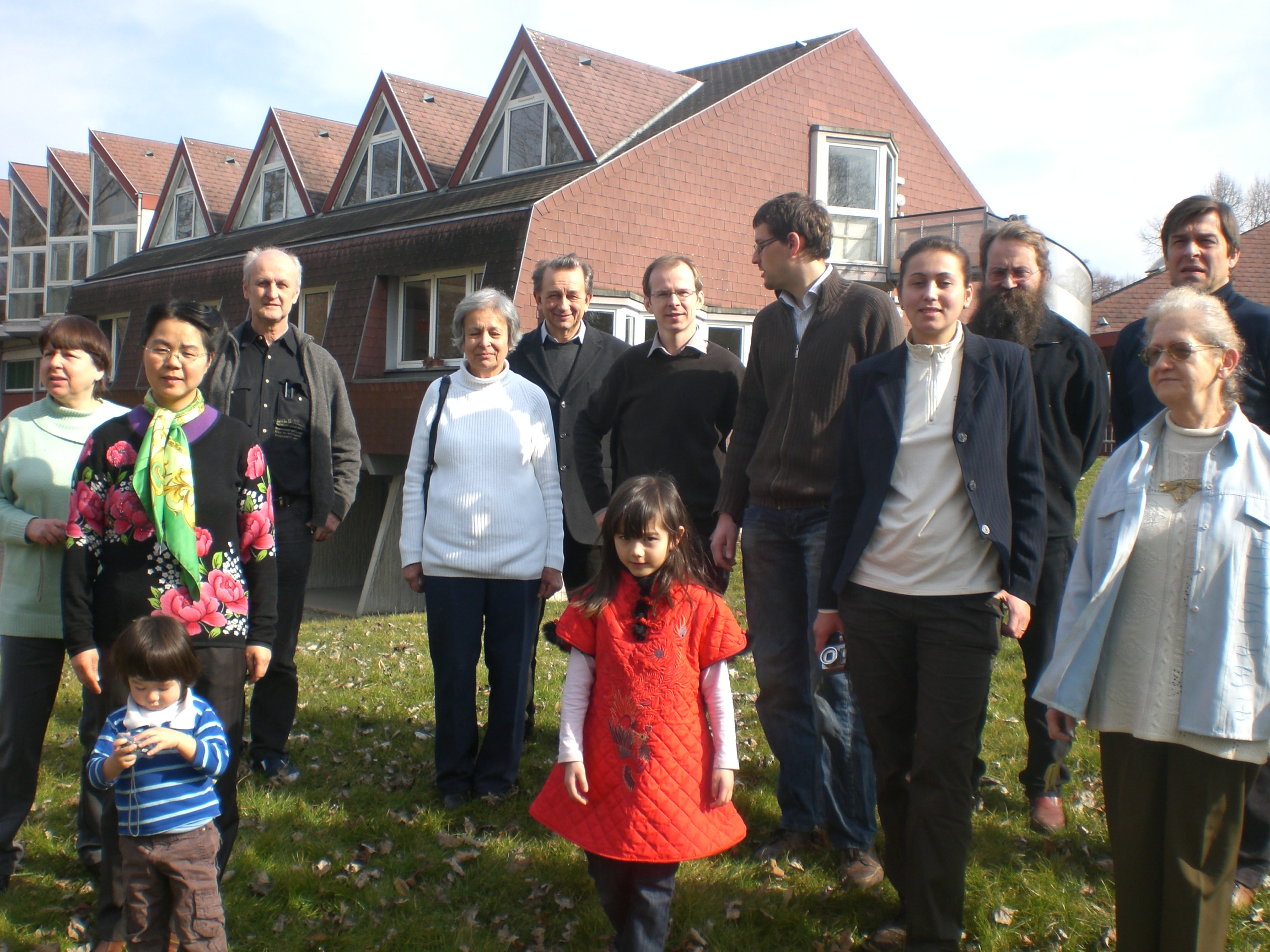
Az EDE I. Nemzetközi Konferencia résztvevői 2009-ben a strasbourgi ifjúsági szálló előtt.
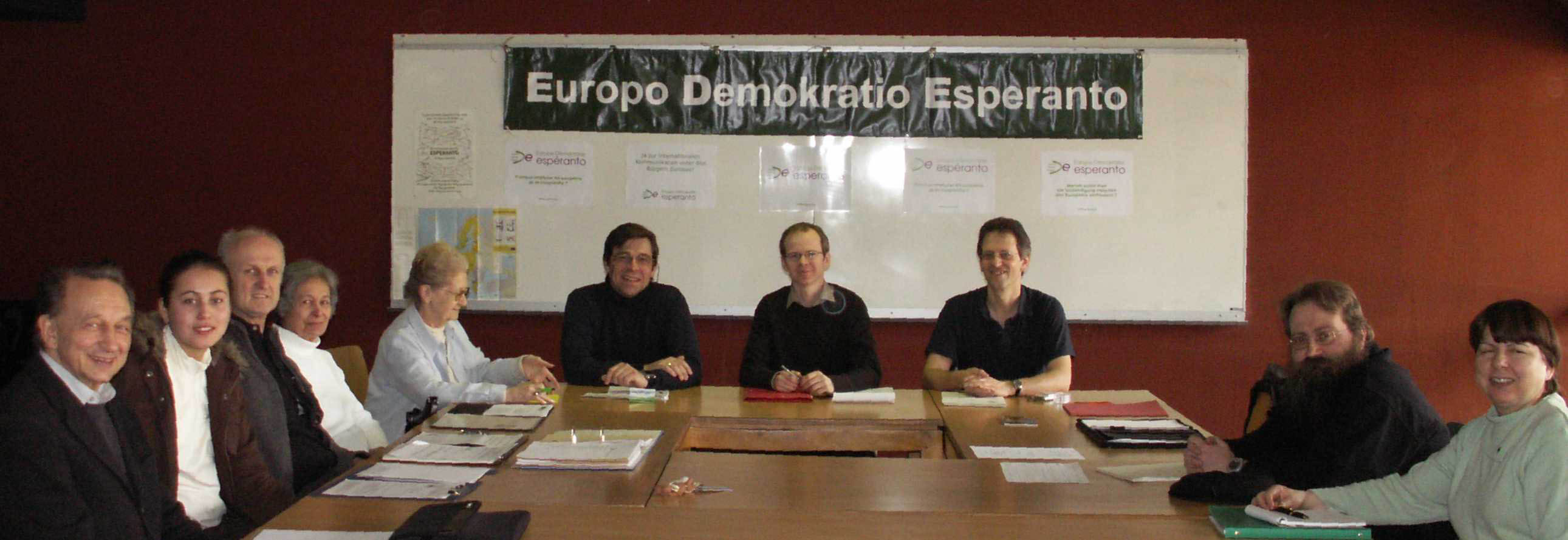
Az EDE 1. nemzetközi konferencia 2009-ben.
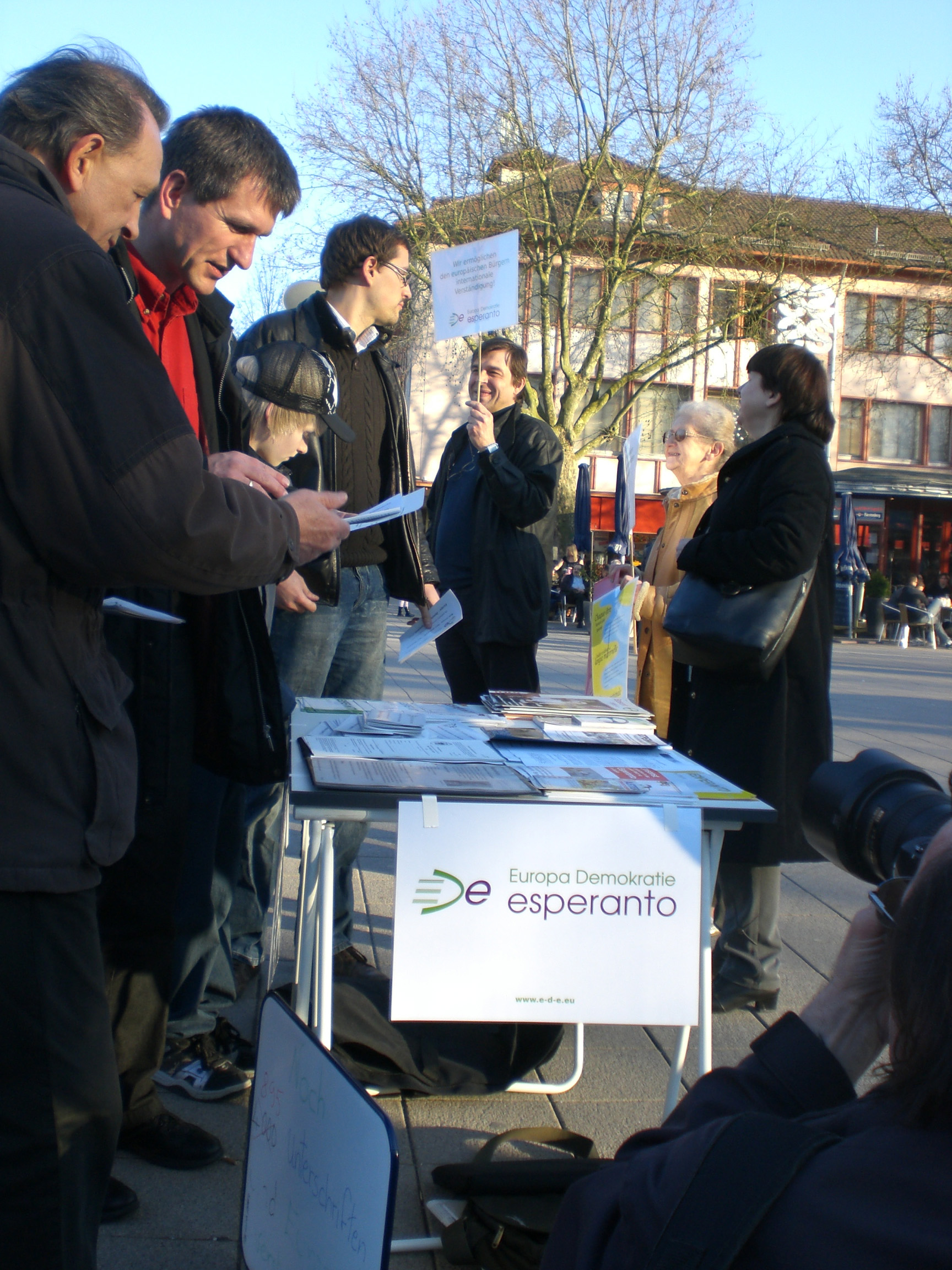
EDE információs stand a németországi Kehlben, 2009.

## Fordítás
- Ez a szócikk részben vagy egészben  az   Eŭropo - Demokratio - Esperanto című eszperantó Wikipédia-szócikk ezen változatának fordításán alapul.  Az eredeti cikk szerkesztőit annak laptörténete sorolja fel. Ez a jelzés csupán a megfogalmazás eredetét és a szerzői jogokat jelzi, nem szolgál a cikkben szereplő információk forrásmegjelöléseként.